# Pausa (EP de Ricky Martin)
Pausa é o primeiro extended play (EP) do cantor porto-riquenho Ricky Martin. Foi lançado em 28 de maio de 2020 pela Sony Latin. Trata-se do primeiro lançamento de estúdio de Martin desde seu álbum A Quien Quiera Escuchar, de 2015.
Originalmente planejado como um álbum completo, Martin mudou o conceito após a propagação da pandemia de COVID-19 e sua experiência com ataques de pânico. Ele dividiu o álbum em dois EPs: Pausa, que consiste em músicas mais lentas e baladas, e Play, que inclui canções mais aceleradas. O EP apresenta seis músicas, cinco das quais  são colaborações com os cantores Sting, Carla Morrison, Pedro Capó, Bad Bunny, entre outros.
Após o lançamento, Pausa ficou em oitavo lugar na parada de álbuns latinos pop dos Estados Unidos e foi promovido com dois singles, "Cántalo", com Bad Bunny e Residente, e "Tiburones". Este último tornou-se a 49ª entrada de Martin na parada Hot Latin Songs dos EUA, o que o tornou o primeiro e único artista na história a entrar na parada em cinco décadas diferentes. Além disso, tornou-se sua 50ª entrada na parada Latin Pop Airplay do mesmo país. 
Em relação aos prêmios, foi indicado na categoria de Álbum do Ano e venceu o prêmio de Melhor Álbum Pop Vocal na 21ª edição do Latin Grammy Awards. Também foi indicado ao prêmio de Melhor Álbum Latino Pop ou Urbano na 63ª edição do Grammy Awards.

## Antecedentes e desenvolvimento
Em 2015, Martin lançou seu décimo álbum de estúdio, A Quien Quiera Escuchar. O álbum gerou quatro singles, incluindo o sucesso internacional "La Mordidita" que tornou-se o vigésimo sexto hit de Martin no top dez da parada Hot Latin Songs, e dessa forma sendo o quarto artista com mais top dez na história da parada. Na 58ª edição do Grammy Awards, A Quien Quiera Escuchar venceu o prêmio de Melhor Álbum de Pop Latino. Em 2016, Martin lançou "Vente Pa' Ca", uma colaboração com o cantor colombiano Maluma. Tornou-se o décimo sexto single número um de Martin na parada Latin Airplay e liderou as paradas em outros oito países. Dois anos depois, ele lançou outra colaboração, "Fiebre", com Wisin & Yandel; que recebeu certificação de platina (Latina) da Recording Industry Association of America (RIAA) por vender mais de 60.000 unidades nos EUA.
Em janeiro de 2020, Martin anunciou o lançamento de seu décimo primeiro álbum de estúdio, inicialmente intitulado Movimiento. O disco deveria seria inspirado na história recente de Porto Rico, incluindo o Furacão Maria, de 2017, os protestos políticos de 2019 e os terremotos de 2019-2020. No entanto, após a disseminação da pandemia de COVID-19, Martin começou a sofrer ataques de pânico. Em entrevista revelou: "Passei duas semanas com uma poker face para que minha família não fosse afetada, e finalmente pude levantar a cabeça e dizer "algo muito bom tem que sair disso, e tem de ser algo criativo". Comecei a fazer música e essa foi minha medicação, sinceramente, porque eu realmente senti como se estivesse sufocando." Posteriormente, ele entrou em contato com sua gravadora, a Sony Music, e decidiu dividir o álbum em dois EPs, Pausa e Play. Martin descreveu o primeiro como mais "calmo" e "relaxado", enquanto o último consistiria de músicas mais animadas. 
Pausa foi lançado em 28 de maio de 2020, enquanto Play estava previsto para ser lançado em setembro. O marido de Martin, Jwan Yosef, fez a arte de capa de Pausa, que apresenta as costas nuas do cantor.

## Gravação e composição
A lista de faixas consiste em seis músicas, das quais cinco são colaborações. Os músicos apresentados no EP incluem o cantor inglês Sting, a cantora e compositora mexicana Carla Morrison, o cantor espanhol de flamenco gitano Diego el Cigala e os artistas porto-riquenhos Pedro Capó, Residente e Bad Bunny. Sobre sua colaboração com Morrison, Martin declarou: "É o som da cantora, sua narrativa, seu tom, a maneira como ela escreve. Eu a amo. Eu amo as histórias dela".  O engenheiro de som de Martin, Enrique Larreal, que mora em Nova York, ajudou a gravar o material com os outros artistas que estavam em Londres, Paris, Porto Rico e na República Dominicana: "Meu engenheiro foi capaz de criar um sistema onde todos - meu produtor em Miami, eu em L.A. - tiveram uma experiência audiovisual nítida e impecável. Eu posso estar gravando e literalmente ver em meu laptop o movimento que ele está fazendo em sua mesa de console em Nova York". A inspiração para o trabalho veio dos medos, inseguranças e momentos de pânico que experimentou durante a quarentena. Griselda Flores da revista Billboard descreveu as letras como "introspectivas", "comoventes" e "melancólicas".
O EP começa com "Simple", uma colaboração com Sting, descrita por Flores como "simples, porém poderosa e grandiosa". Martin contatou Sting, que aceitou a oferta de dueto e decidiu cantar em espanhol: "Eu [Martin] o chamei [Sting] e dessa forma saí da minha zona de conforto porque eu realmente não gosto de pedir nada às pessoas e ele disse que sim, e que eu deveria enviar-lhe o que eu tinha e ele gostou do que enviei. É um sonho realizado". "Recuerdo", a colaboração com Morrison, é uma música emocional com letras "dilacerantes". Segundo Martin, a música surgiu de um momento difícil e de tristeza que ele e Morisson estavam experimentando quando a escreveram. Elias Leight, da revista Rolling Stone, escreveu que, em relação a "Recuerdo", os cantores mostram "estilos vocais que se completam"; Morrison tem uma voz mais "leve e melodiosa", enquanto Martin opta por uma abordagem "mais cremosa e mais enérgica".
"Cae de Una", um dueto com Capó, tem um ritmo "contagiante", com uma melodia leve e um conteúdo lírico "sobre corações partidos". "Quiéreme" é uma música pop com toques de flamenco e foi co-produzida pelo músico espanhol Raül Refree em Barcelona. Refree transformou a melodia em "uma explosão de sons" na qual Martin e Cigala trocam vocais "dramáticos e poderosos". "Tiburones" é uma balada emocional co-escrita por Pablo Preciado e Oscar Hernandez. Contém letras profundas que defendem a paz, o amor, a unidade e a aceitação. "Cántalo" é a única exceção em termos de ritmo no álbum e apresenta uma variedade de gêneros, incluindo salsa, reggaeton e trap. É baseada na gravação original da música "Mi Gente", de Hector Lavoe, de 1974.[13] Uma colaboração com Residente e Bad Bunny, foi inspirada pelo movimento #RickyRenuncia (uma campanha contra o ex-governador de Porto Rico, Ricardo Rosselló) e inclui letras como "Ninguém nos para hoje/ Nem mesmo com acalanto de elefante/ Dinheiro, embora abundante, não vale a pena".

## Singles
"Cántalo" foi lançada como o primeiro single de Pausa, em 12 de novembro de 2019. Sua arte foi inspirada nos cartazes de protesto emitidos em Porto Rico durante os tumultos que exigiram a renúncia de Roselló. Comercialmente, alcançou a posição 35 na parada US Hot Latin Songs e foi certificado como disco de ouro (latino) pela RIAA, por ter vendido mais de 30.000 unidades no país. Martin, ao lado de Residente e Bad Bunny, apresentou "Cántalo" no 20º Grammy Latino anual, realizado em 14 de novembro de 2019 em Las Vegas.
"Tiburones" foi lançada em 23 de janeiro de 2020 como o segundo single. Tornou-se a 49ª entrada de Martin nas paradas US Hot Latin Songs, onde atingiu o pico na posição 34 em maio de 2020. Com essa conquista, ele se tornou o primeiro e único artista na história a entrar na parada em cinco décadas diferentes. "Tiburones" também se tornou a 50ª entrada do cantor no Latin Pop Airplay. Atingiu a posição de número 9 e se tornou a 38ª música de Martin a entrar no top dez da parada. Além disso, liderou a parada de singles da Monitor Latino em Porto Rico por três semanas consecutivas e alcançou o top 10 em outros nove países. Kacho Lopez filmou o videoclipe da música em Porto Rico. Segundo Martin, "tanto a música quanto o vídeo incorporam todas as emoções, energia e sensação que são emblemáticas quando nos reunimos com pessoas". Martin apresentou a música no Premio Lo Nuestro em 20 de fevereiro de 2020. A música foi indicada a "Canção do Ano" no 21º Grammy Latino anual, onde Martin também a apresentou juntamente com sua música "Recuerdo". Um remix oficial de "Tiburones", com a participação do cantor Farruko, foi lançado em 10 de abril de 2020.
Em 23 de julho de 2020, "Recuerdo" foi lançada como o único single promocional do extended play. A revista Billboard escolheu a música como uma das melhores colaborações latinas masculinas/femininas de 2020 e uma das baladas mais bonitas lançadas naquele ano. A música atingiu o top 10 na terra natal de Martin, Porto Rico e se tornou o terceiro sucesso no top 10 do cantor no país vindo do EP.

## Recepção crítica
Griselda Flores da revista Billboard deu ao extended play uma crítica positiva, dizendo: "Repleto de letras introspectivas, comoventes e melancólicas, o conjunto de seis faixas nasceu de um estado de vulnerabilidade e da necessidade de curar através da música".
Ele também foi classificado como um dos Melhores Álbuns Latinos de 2020 pela Billboard.

## Prêmios e nomeações
| Ano  | Ceremônia           | Prêmio                        | Resultado | Ref.          |
| ---- | ------------------- | ----------------------------- | --------- | ------------- |
| 2020 | Latin Grammy Awards | Álbum do Ano                  | Indicado  | [ 30 ] [ 23 ] |
| 2020 | Latin Grammy Awards | Melhor Álbum Pop Vocal        | Venceu    | [ 30 ] [ 23 ] |
| 2020 | FM DOS Awards       | Album of the Year             | Indicado  | [ 31 ]        |
| 2020 | Premios lo Mas      | Male Spanish Pop Album        | Indicado  | [ 32 ]        |
| 2021 | Grammy Awards       | Best Latin Pop or Urban Album | Indicado  | [ 33 ]        |
| 2021 | Premio Lo Nuestro   | Pop Album of the Year         | Indicado  | [ 34 ]        |
| 2021 | GLAAD Media Awards  | Outstanding Music Artist      | Indicado  | [ 35 ] [ 36 ] |

## Lista de faixas
Créditos adaptados do site Tidal.
| Lista de faixas de Pausa |                                          |                                                                                      |                                                                                       |         |  |
| N.º                      | Título                                   | Compositor(es)                                                                       | Produtor(es)                                                                          | Duração |  |
| 1.                       | "Simple" (with Sting)                    | Ricky Martin Danay Suárez Alberto Lozada Algarín Ender Zambrano Gordon Sumner        | Montana Martin Jean Rodríguez [a]                                                     | 3:35    |  |
| 2.                       | "Recuerdo" (with Carla Morrison)         | Carla Patricia Morrison Flores Alejandro Jimenez Demian Jimenez Chiara Stroia Martin | A. Jimenez D. Jimenez Rodríguez [a]                                                   | 3:52    |  |
| 3.                       | "Cae de Una" (with Pedro Capó)           | Pedro Capó Gabriel Edgar González Pérez Martin                                       | Julio Reyes Copello Nicolas "Na 'vi" de la Espriella George Noriega [a] Rodríguez [a] | 3:39    |  |
| 4.                       | "Quiéreme" (with Diego el Cigala)        | Martin Algarín Beatriz Luengo Yotuel Romero                                          | Montana Raül Refree Rodríguez [a]                                                     | 3:06    |  |
| 5.                       | "Tiburones"                              | Oscar Hernández Pablo Preciado                                                       | Copello Rodríguez [a] Natalia Ramírez [a]                                             | 3:14    |  |
| 6.                       | "Cántalo" (with Residente and Bad Bunny) | Martin Benito Antonio Martínez Ocasio René Pérez Suárez Rubén Blades Johnny Pacheco  | Residente Trooko Rodríguez [a]                                                        | 3:39    |  |
| Duração total:           | Duração total:                           | Duração total:                                                                       | Duração total:                                                                        | 21:05   |  |

## Tabelas

### Tabela semanal
| Tabela musical (2020)             | Melhor posição |
| --------------------------------- | -------------- |
| Spanish Albums (PROMUSICAE)       | 79             |
| Estados Unidos (Latin Pop Albums) | 8              |

## Turnê
Movimiento Tour foi a décima segunda turnê do cantor porto-riquenho Ricky Martin para promover seus EPs, Pausa (2020) e Play (2022). A turnê começou em sua cidade natal, San Juan, em 7 de fevereiro de 2020. Embora a turnê tenha sido programa pra ser 
uma turnê mundial, ele visitou apenas algumas partes da América Latina, devido ao cancelamento de shows por causa da pandemia de COVID-19. O último show foi realizado dia 7 de março de 2020, na cidade mexicana de Ensenada.

Em novembro de 2021, foi anunciado que o cantor retornaria com a turnê, finalizando-a com algumas apresentações pelo México. As apresentações ocorreram em março de 2022.

O seguinte repertório representa o show realizado no Coliseu José Miguel Agrelot, em San Juan, no dia 7 de fevereiro de 2020. Não representa necessariamente o repertório do restante da turnê.
1. "Cántalo"
2. "La Bomba"
3. "Isla Bella"
4. "Bombón de Azúcar"
5. "Tiburones"
6. "Livin' la Vida Loca"
7. "Loaded"
8. "Shake Your Bon-Bon"
9. "Fuego Contra Fuego"
10. "Fuego de Noche, Nieve de Día"
11. "Te Extraño, Te Olvido, Te Amo"
12. "Tu Recuerdo"
13. "Lola, Lola"
14. "She Bangs"
15. "Nobody Wants to Be Lonely"
16. "Vuelve"
17. "Pégate"
18. "La Mordidita"
19. "María"
20. "The Cup of Life"
21. "Vente Pa' Ca"

Datas
| América Latina              |                |                  |                                |
| 7 de fevereiro de 2020      | San Juan       | Porto Rico       | Coliseu José Miguel Agrelot    |
| 8 de fevereiro de 2020      | San Juan       | Porto Rico       | Coliseu José Miguel Agrelot    |
| 9 de fevereiro de 2020      | San Juan       | Porto Rico       | Coliseu José Miguel Agrelot    |
| 21 de fevereiro de 2020[A1] | Barranquilla   | Colômbia         | Estádio Romelio Martínez       |
| 23 de fevereiro de 2020[A2] | Viña del Mar   | Chile            | Anfiteatro da Quinta Vergara   |
| 25 de fevereiro de 2020     | Córdoba        | Argentina        | Orfeo Superdomo                |
| 27 de fevereiro de 2020     | Buenos Aires   | Argentina        | Movistar Arena                 |
| 28 de fevereiro de 2020     | Buenos Aires   | Argentina        | Movistar Arena                 |
| 29 de fevereiro de 2020     | Buenos Aires   | Argentina        | Movistar Arena                 |
| 2 de março de 2020          | Montevidéu     | Uruguai          | Antel Arena                    |
| 7 de março de 2020          | Ensenada       | México           | Rancho Chichihuas              |
| 4 de março de 2022[A3]      | Estados Unidos | Houston          | NRG Stadium                    |
| 8 de março de 2022          | México         | Cidade do México | Foro Sol                       |
| 10 de março de 2022         | México         | Monterrey        | Arena Monterrey                |
| 12 de março de 2022         | México         | Guadalajara      | Arena VFG                      |
| 16 de março de 2022         | México         | Veracruz         | Estadio de Baseball Beto Ávila |

Apresentações Canceladas
| México                  |                  |        |                                        |                                                  |
| 10 de março de 2020     | Hermosillo       | México | Expo Fórum                             | Problemas logísticos                             |
| 13 de março de 2020     | Monterrey        | México | Arena Monterrey                        | Pandemia de COVID-19                             |
| 14 de março de 2020     | Torreón          | México | Explanada de la Feria                  | Pandemia de COVID-19                             |
| 16 de março de 2020     | Zacatecas        | México | Multiforo de la FENAZA                 | Pandemia de COVID-19                             |
| 18 de março de 2020     | Guadalajara      | México | Arena VFG                              | Pandemia de COVID-19                             |
| 20 de março de 2020     | Querétaro        | México | Hípico Juriquilla                      | Pandemia de COVID-19                             |
| 21 de março de 2020     | Cidade do México | México | Foro Sol                               | Pandemia de COVID-19                             |
| 24 de março de 2020[A4] | Toluca           | México | Plaza de los Mártires                  | Pandemia de COVID-19                             |
| 25 de março de 2020     | Aguascalientes   | México | Mega Velaria                           | Pandemia de COVID-19                             |
| 27 de março de 2020     | Veracruz         | México | World Trade Center Veracruz            | Pandemia de COVID-19                             |
| 28 de março de 2020     | Puebla           | México | Auditorio GNP Seguros                  | Pandemia de COVID-19                             |
| 1° de abril de 2020     | San Luis Potosí  | México | Estadio de Beisbol Veinte de Noviembre | Pandemia de COVID-19                             |
| 2 de abril de 2020      | León             | México | Poliforum León                         | Pandemia de COVID-19                             |
| 4 de março de 2020      | Acapulco         | México | Fórum de Mundo Imperial                | Pandemia de COVID-19                             |
| 18 de março de 2022     | Querétaro        | México | Hípico Juriquilla                      | Descumprimento contratual por parte do contrante |
| 20 de março de 2022     | Zacatecas        | México | Multiforo de la FENAZA                 | Descohecido                                      |

- A1 Parte do "Carnaval de Barranquilla"
- A2 Parte do "Festival de la Canción de Viña del Mar"
- A3 Parte do "Houston Livestock Show and Rodeo 2022"
- A4 Parte do "Festiva Toluca de San José"